# Partija (satrapija)
Partija (staroperzijsko: Parthava) je bila satrapija (provinca) Perzijskega (Ahemenidskega) cesarstva, kasneje del samostojnega Partskega cesarstva.
Severna meja Partije je bilo gorovje Kopet Dag na meji med današnjim Turkmenistanom in Iranom, južna meja pa Velika slana puščava (Dasht-e-Kavir) sredi visoke Iranske planote. Na zahodu je mejila na Medijo, na severozahodu na Hikarnijo, na severovzhodu na Margijano in na jugovzhodu na Arijo.  
Partija se je leta 522/521 pr. n. št. uprla perzijski nadvladi in se pridružila uporniškemu medijskemu kralju Fraortu. Perzijski satrap (guverner) Histasp je branil svoje ozemlje pred uporniki in jih 8. marca 521 pr. n. št. pri Višpauzatišu odbil. Ko je dobil vojaške okrepitve, je upornike popolnoma porazil in Partijo umiril. Zadnji partski  satrap je bil Fratafern, ki se je leta 330 pr. n. št. vdal Aleksandru Velikemu. Kasneje je bil ponovno imenovan za satrapa Partije in, kot je poznano, leta 323 pr. n. št. tudi za satrapa Hikarnije. 
Partija je bila kasneje tudi satrapija Sasanidskega cesarstva.

## Vir
- Livius.org: Parthia Arhivirano 2011-06-04 na Wayback Machine.